# Week van de bij
De Week van de bij is een prikkelweek in Vlaanderen. Ze neemt het op voor zowel solitaire bijen, honingbijen, als hommels. Ze vraagt aandacht voor de problemen van de bij en wil burgers, gemeenten en bedrijven aanzetten tot positieve acties voor de bij. Week van de Bij is een initiatief van de Vlaamse Overheid. Chocolatier Dominique Persoone en radiopresentatrice Britt van Marsenille zijn peter en meter van de campagne. 
Sinds 2014 gaat de week door de eerste week van juni. De week wordt gestart met een bijenfeest. Deze gaat afwisselende door in een andere provincie.
| jaar | Provincie        | gemeente                      | plaats van bijenfeest          |
| ---- | ---------------- | ----------------------------- | ------------------------------ |
| 2014 | West-Vlaanderen  | De Panne                      | Natuurcentrum 'De Nachtegaal'  |
| 2015 | Oost-Vlaanderen  | Grimminge                     | Natuurcentrum 'De Helix'       |
| 2016 | Antwerpen        | Kalmthout                     | Natuurcentrum 'De Vroente'     |
| 2017 | West-Vlaanderen  | De Panne                      | Natuurcentrum ' De Nachtegaal' |
| 2018 | Vlaams-Brabant   | Meise                         | Plantentuin Meise              |
| 2019 | Oost-Vlaanderen  | Gent                          | St-Pietersabdij                |
| 2020 | Limburg          | Genk (uitgesteld door corona) | Openluchtmuseum Bokrijk        |
| 2021 | Limburg          | Genk                          | Openluchtmuseum Bokrijk        |
| 2022 | Antwerpen        | Nijlen / Berlaar              | Het Netepaleis                 |
| 2023 | West-Vlaanderen  | Brugge                        | Natuurcentrum Beisbroek        |
| 2024 | Vlaams - Brabant |                               |                                |

## Bijenvriendelijkste gemeente
Week van de Bij gaat samen met de Vereniging voor Openbaar Groen (VVOG) elk jaar op zoek naar de bijenvriendelijkste gemeente in Vlaanderen.
Milieu- en groendiensten van alle Vlaamse gemeenten kunnen zich elk jaar kandidaat stellen voor deze wedstrijd. Een jury bezoekt alle deelnemende gemeenten en reikt 1, 2 en 3 bijen uit.
| Jaar | Winnaar               |
| ---- | --------------------- |
| 2015 | Knokke-Heist          |
| 2016 | Beveren               |
| 2017 | Beernem               |
| 2018 | Hasselt               |
| 2019 | Genk                  |
| 2020 | Brugge                |
| 2021 | Gent / Diksmuide      |
| 2022 | Beringen / Liedekerke |
| 2023 |                       |